# Estación Domeyko
Domeyko fue una estación de ferrocarril que se hallaba en la localidad homónima dentro de la comuna de Vallenar, en la Región de Atacama de Chile. Fue parte del Longitudinal Norte y actualmente se encuentra inactiva.

## Historia
La estación fue construida para el tramo del ferrocarril Longitudinal Norte construido entre La Serena y Toledo (en las cercanías de Copiapó), y que fue inaugurado en 1914. De acuerdo a Santiago Marín Vicuña en 1916, la estación se encuentra a una altitud de 778 m s. n. m.
Con el cierre de todos los servicios de la Red Norte de la Empresa de los Ferrocarriles del Estado en junio de 1975, la estación Domeyko fue suprimida mediante decreto del 6 de noviembre de 1978. Actualmente casi todas las estructuras originales se mantienen en pie y se encuentra en buen estado de conservación, al igual que se mantiene la copa de agua.